# Poręba
Poręba [pɔˈrɛmba] (früher auch Poręba Czarna, Poręba Mrzygłodzka, deutsch Poremba) ist eine Stadt mit etwa 8800 Einwohnern in Polen. Sie liegt fünf Kilometer westlich von Zawiercie an der Schwarzen Przemsa und gehört dem Powiat Zawierciański, Woiwodschaft Schlesien an.

## Geschichte
Die Ersterwähnung des Dorfes Czarna Poramba (czarna – schwarz, poręba – „Waldlichtung“, „Kahlschlag“) am linken Ufer der Schwarzen Przemsa stammt aus dem Jahre 1375. Im Jahre 1538 entstand ein Hüttenwerk namens Poręba am rechten Ufer des Flusses. Beide Ortschaften gehörten administrativ zum Kreis Lelów in der Woiwodschaft Krakau in der Adelsrepublik Polen-Litauen. Kirchlich unterstanden sie der Pfarrei in Ciągowice im Dekanat Bytom (Beuthen) des Bistums Krakau.
Nach der Dritten Teilung Polens von 1795 kam Poremba als Teil von Neuschlesien zu Preußen, 1807 zum Herzogtum Warschau und schließlich 1815 zu Kongresspolen.
Im 18. Jahrhundert war die Zeit des Hüttenwesens in Poręba vorüber und der Betrieb eingestellt. 1798 kam der Wendepunkt für die weitere Entwicklung der Stadt als der Marschall Lucas von Bninski (Łukasz Bniński) neuer Grundherr wurde. Die Hütte nahm den Betrieb wieder auf und im Jahre 1800 erwarb sie der Breslauer Bankier Pringsheim.
1827 gab es in Mrzygłodzka Poręba 125 Häuser mit 858 Einwohnern. Nach der 1828 erfolgten Teilung der Herrschaft entlang der Warthe gehörte Poręba zum links des Flusses gelegenen Duże Zawiercie (Groß Zawiercie), das 1853 zu Mrzygłód (heute Teil von Myszków) kam.
Aus der Hütte ging später die Fabrik für mechanische Geräte „Poręba“ hervor, die sich seither in verschiedenem Besitz befand. Darunter waren deutsche Industrielle, eine jüdische Aktiengesellschaft oder auch ein amerikanischer Verein polnischer Mechaniker.

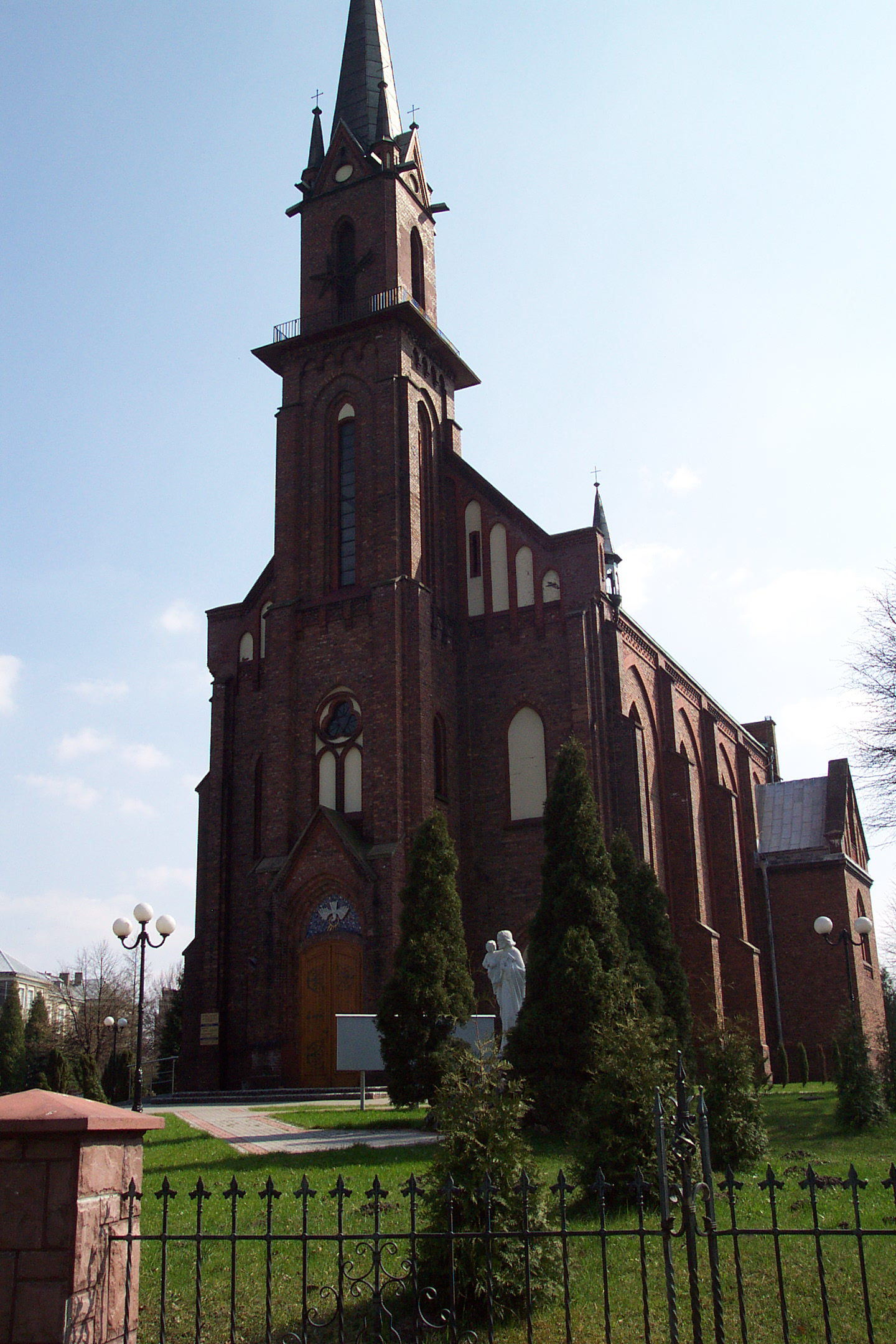
Ortskirche

1908 wurde die römisch-katholische Pfarrei von Poręba aus Ciągowice ausgegliedert.
Mit der Wiederherstellung Polens im Jahre 1919 wurde Poremba wieder polnisch. Im Jahr 1921 gab es im Dorf Poręba, im Sitz der gleichnamigen Gemeinde im Powiat Będziński der Woiwodschaft Kielce und in der Fabriksiedlung insgesamt 198 Häuser mit 2480 Einwohnern, es waren überwiegend polnische Römisch-Katholiken, es gab auch 83 Juden.
Nach der deutschen Besetzung erfolgte am 19. Oktober 1939 die völkerrechtswidrige Eingliederung der Siedlung in den deutschen Landkreis Warthenau.
Am 1. Januar 1951 wurde Nowe Zawiercie, das bisher zu Poręba gehört hatte, nach Zawiercie eingemeindet. Eine weitere Neustrukturierung erfolgte am 1. Januar 1957, als die Gemeinden Kierszula, Dziechciarze, Krzemienda, Nowa Wieś, Turkowa Góra, Poręba, Zastawie, Kolonia und Niwki zur Siedlung Poręba I zusammengefasst wurden, die genau ein Jahr später den Namen Poręba erhielt.
Am 1. Januar 1973 erhielt Poręba Stadtrecht, wurde aber bereits zum 22. Mai 1975 nach Zawiercie eingemeindet.
Seit dem 1. Oktober 1982 ist Poręba wieder eine selbständige Stadt.

## Verkehr
Der Bahnhof Poręba liegt an der Bahnstrecke Tarnowskie Góry–Zawiercie.